# Odlazak s glavnog niza
Točka odlaska s glavnog niza za zvijezdu odnosi se na položaj u Hertzsprung-Russell dijagramu gdje ona napušta glavni niz nakon što fuzija vodika u helij prestane u jezgri.
Iscrtavanjem tih položaja pojedinih zvijezda u zvjezdanom skupu može se procijeniti njegova starost.

## Zvijezde koje ne napuštaju glavni niz
Crveni patuljci, također se nazivaju i M zvijezde, su zvijezde 0,08 – 0,40 Sunčeve mase. Imaju dovoljnu masu da održe fuziju vodika u helij putem reakcije proton-proton, ali nemaju dovoljnu masu za stvaranje temperatura i tlakova potrebnih za fuziju helija u ugljik, dušik ili kisik (vidi CNO ciklus). Međutim, sav njihov vodik dostupan je za fuziju, a niska temperatura i tlak znače životni vijek koji se mjeri trilijunima godina. Na primjer, životni vijek zvijezde od 0,1 Sunčeve mase je šest trilijuna godina  Ovaj životni vijek uvelike premašuje trenutnu starost svemira, stoga su svi crveni patuljci zvijezde glavnog niza. Iako iznimno dugovječne, te će zvijezde na kraju ostati bez vodika, svog goriva, u jezgri. Nakon što se sav raspoloživi vodik pretvori u helij, zvjezdana nukleosinteza prestaje, a preostali se helij polako hladi zračenjem. Gravitacija sažima zvijezdu sve dok se tlak elektronske degeneracije ne kompenzira i ona ne ode iz glavnog niza, tj. postane bijeli patuljak.